# 民報 (2014年)
民報是2014年成立的臺灣媒體，在2012年反媒體壟斷運動後由宜蘭羅東聖母醫院院長陳永興、前中央研究院院長李遠哲、導演吳念真等人合作籌辦，強調以全民力量辦報，並擴及公眾、社會運動議題，提供社運及弱勢團體發聲平台。
該報自稱是最具有台灣主體意識的媒體，立場支持以台灣名義進入國際社會，支持喜樂島聯盟郭倍宏推動的主權公投，同時亦自認是最批判中華人民共和國集權專制，最反對中華人民共和國併吞台灣的媒體。目前民報持有者施威全同時擔任另一網路媒體菱傳媒的董事長。

## 經營狀況
《民報》創立初期有即時新聞網站、電子報、紙本雙月刊，並期望能發行晚報。創刊董事長陳永興、總主筆南方朔、總編輯張正霖。
《民報》出資股東有五百多位各界人士，於2013年籌辦、2013年12月起試營運。2014年4月15日「民報文化事業股份有限公司」成立、《民報》創刊，羅東聖母醫院院長兼《民報》董事長陳永興強調以「台灣知識分子良心」追求「民報達民情」宗旨，效仿1923年4月15日林獻堂、蔣渭水、蔡惠如及蔡培火等人創辦《台灣民報》的精神。2014年5月1日，《民報》創刊茶會，陳永興、前中華民國總統李登輝、前中華民國副總統呂秀蓮同台。
《民報》創刊至今曾經連載的專欄，有旅居日本作家劉黎兒的〈日本NOW〉專欄、前《台灣漫畫月刊》總編輯藍弋的〈藍圖〉專欄、醫師張肇烜的〈仁醫心路〉專欄、星座專家星星王子的〈王子談星〉專欄、理財作家吳家揚的〈樂透人生〉專欄、台灣音樂發展推手陳義雄的〈台灣樂壇歷史迴廊〉專欄、每天回顧歷史上今天的〈那一年的這一天〉專欄和提供平台讓醫病互動的〈醫病平台〉等專欄。
2018年12月13日，陳永興宣布，民報文化公司因財務困難，將於2018年12月31日宣告解散。不過，到了民報文化公司預定解散當天，陳永興表示，民報文化公司當初決定解散是為避免公司負債，經股東會決議將結餘全數捐入民報文化藝術基金會，繼續《民報》網路媒體平台的運作；換言之，《民報》文章刊登運作、信箱與網站均維持不變。
2019年1月15日，中華民國經濟部正式將民報文化公司的狀態改為「解散」。
2022年3月27日，陳永興宣布，他將在本月底退出《民報》經營，「讓有理想的年輕人，更了解網路世代、更能發揮創意、更有國際互動的年輕人，來繼續追求台灣知識分子的理想」。2022年4月，民報媒體股份有限公司成立，成為負責經營民報網站的公司，由永豐金前策略長、永豐銀行前總經理張晉源擔任董事長。
2022年5月1日，《民報》新網站（www.peoplenews.tw）正式上線，舊網站（www.peoplemedia.tw）不再更新。同時，作家蔡詩萍開始固定每月擔任《民報》國政調查記者會主持人。
2023年6月，張晉源辭任民報董事長，改由「昕瑪投資股份有限公司」的魏薇擔任董事長。同年9月，又改由馬英九政府的前陸委會主委辦公室主任、朱立倫新北市府的前經濟發展局局長、菱傳媒（尚同傳媒）董事長施威全擔任民報董事長。

## 媒體操作
2019年2月20日，疑似《民報》臉書粉絲專頁小編忘記切換帳號，原本打算以私人帳號反串，誤使用《民報》官方帳號，以繁體中文摻雜簡體中文的言論批評中華民國總統蔡英文「不是打壓妳，而是选妳，妳乱來，丟台灣人的臉，所以不支持妳連任」，引發爭議。2019年2月24日，《民報》專欄作家洪博學表示，「《民報》老作家、更是一位老台獨，因為用《民報》帳號留言嗆小英總統，引起一陣騷動」。2019年2月25日，《民報》專欄作家王伯仁高調承認自己就是留言的《民報》小編，自嘲「我在報界服務40年……歷經戒嚴威權時代的政治新聞工作者，沒有被調查局、警總約談『喝咖啡』嚇到，卻在蔡政府時代被號稱最本土、最綠色的《自由時報》圍剿」。2021年8月5日，王伯仁之妻向陳永興證實，王伯仁在住家陽台修剪樹枝時意外墜落不治。
2020年4月17日，笠詩社詩人陳銘堯在《民報》披露，蔡英文領導的民主進步黨作出許多背叛民主、打壓言論自由的事情，包括阻擋2020年東京奧運台灣正名公投案、把民間全民電視公司新聞傳播群副總經理胡婉玲叫進總統府、讓三立電視董事長林崑海介入民進黨權力核心而形成海派，甚至《自由時報》的一些專欄作家與政論家抱怨他們「批評蔡英文與民進黨」的文章都被拒絕刊登，「我們雖然沒有掌握民進黨利用執政的權勢影響這些媒體的證據，但是事實結果確實是如此」。
2022年12月14日，《民報》揭露2020年中華民國總統選舉蔡英文網軍LINE群組名單，成員除側翼網軍外，赫見民進黨政治人物黃重諺、洪耀南、林鶴明、林楚茵、王定宇等。12月15日，中國國民黨臺北市議員徐巧芯表示，這個群組證實側翼網軍的運作與民進黨公職的關係，也坐實網軍「中央廚房」之傳言，民進黨當然會硬拗、不承認；但人民會看證據說話，「每個人都被加入這種網軍群，哪有這麼剛好的事情」。前民進黨立法委員郭正亮表示，《民報》的揭露文等於提前警告這些人不要蠢蠢欲動，重點是公開他們的姓名，也就是知道他們是誰，「如果要重演2019年那一齣，大家走著瞧」。郭正亮說，側翼網軍的訊息很多來自行政院或政黨，如果用本名在臉書發文，大家沒有意見，這就是他們的立場；但政府、政黨明明知道側翼是用匿名發文，還給他們一些訊息，這就如同公開鼓勵黑函；呼籲中華民國副總統賴清德，一旦成為民進黨主席，要禁止這種行為。

## 腳註
1. ↑  葉素萍. . 大紀元時報. 中央通訊社. 2013-02-23  [2015-06-19]. （原始内容存档于2015-06-19）.
2. ↑  謝月琴. . 大紀元時報. 2014-03-31  [2015-06-19]. （原始内容存档于2015-06-19）.
3. ↑  .   [2019-03-04]. （原始内容存档于2019-03-06）.
4. ↑  .   [2019-03-04]. （原始内容存档于2019-03-06）.
5. ↑  . 蘋果日報. 2014-04-15  [2015-06-19]. （原始内容存档于2015-06-19）.
6. ↑  陳永興. . 民報. 2014-04-15  [2015-06-19]. （原始内容存档于2015-06-19）.
7. ↑  陳永興. . 民報. 2018-12-13. （原始内容存档于2018-12-13）.
8. ↑  陳永興. . 民報. 2018-12-31  [2019-01-04]. （原始内容存档于2019-01-04）.
9. ↑  經濟部. . 2019-01-15  [2019-02-20]. （原始内容存档于2019-11-26）.
10. ↑  陳永興. . 民報. 2022-03-27  [2022-05-02]. （原始内容存档于2022-05-02）.
11. ↑  . findbiz.nat.gov.tw.   [2024-02-03].
12. ↑  民報編輯部. . 民報. 2022-05-01  [2022-05-02]. （原始内容存档于2022-06-27）.
13. ↑  . findbiz.nat.gov.tw.   [2024-02-03].
14. ↑  . 蘋果日報. 2019-02-20  [2019-02-20]. （原始内容存档于2020-06-14）.
15. ↑  . NOWnews 今日新聞. 2019-02-21  [2019-02-21]. （原始内容存档于2019-02-21）. 豈料疑似《民報》小編竟忘記切換帳號，直接使用《民報》的身分在貼文底下，以簡體字留言怒嗆「丟台灣人的臉，所以不支持妳連任！」事後《民報》火速澄清，該貼文屬「個人意見」。
16. ↑  阮佳琪. . 观察者网. 2019-02-21  [2019-03-02]. （原始内容存档于2019-03-02） （中文（中国大陆））. 绿媒《民报》在社交网站上发布相关报道后，疑似有编辑忘记切换个人社交账户，直接使用《民报》的官方账号，在该报道留言区，以一条夹杂简体字的评论怒呛蔡英文：“不是打压你，而是选你，你乱来，丢台湾人的脸，所以不支持你连任。”这条评论中，因为“选”字和“乱”字未使用繁体字，还被台湾网民质疑是大陆网友的假账号；结果点进主页一看，还真是《民报》本尊的官方账号。
17. ↑  洪博學. . 民報. 2019-02-24  [2019-03-02]. （原始内容存档于2019-03-02） （中文（臺灣））.
18. ↑  王伯仁. . 民報. 2019-02-25  [2019-03-02]. （原始内容存档于2019-03-02） （中文（臺灣））.
19. ↑  周家豪. . 新頭殼. 2019-02-25  [2019-03-02]. （原始内容存档于2019-03-02） （中文（臺灣））.
20. ↑  陳永興. . 民報. 2021-08-06  [2021-08-06]. （原始内容存档于2021-08-06） （中文（臺灣））.
21. ↑  陳銘堯. . 民報. 2020-04-17  [2020-05-11]. （原始内容存档于2020-05-07） （中文（臺灣））.
22. ↑  蕭依依. . 民報. 2022-12-14  [2023-04-02]. （原始内容存档于2023-04-02）.
23. ↑  游念育、崔慈悌、李奇叡. . 中國時報. 2022-12-16  [2023-03-21]. （原始内容存档于2023-03-21）.
24. ↑  黃麗蓉. . 中時新聞網. 2022-12-15  [2022-12-05]. （原始内容存档于2023-04-02）.

## 參閲
- 李遠哲

## 外部連結
- 官方网站